# Sân bay Mutiara SIS Al-Jufrie
Sân bay Mutiara SIS Al-Jufrie (tiếng Indonesia: Bandar Udara Mutiara SIS Al-Jufrie) (IATA: PLW, ICAO: WAFF), trước đây là sân bay Masovu, là một sân bay gần Palu, thủ phủ của tỉnh Central Sulawesi trên đảo Sulawesi ở Indonesia. Là sân bay lớn nhất ở miền Trung Sulawesi, Sân bay Mutiara SIS Al-Jufrie phục vụ như là cảng chính của thành phố Palu cũng như khu vực xung quanh. Tên sân bay có thể được chia thành hai phần, "Mutiara" và "SIS Al-Jufrie". "Mutiara" có nghĩa là ngọc trai bằng tiếng Indonesia, trong khi "SIS Al-Jufrie" là viết tắt của Sayyid Idrus bin Salim Al-Jufri, một nhân vật tôn giáo Ả Rập-Indonesia và một anh hùng dân tộc Indonesia từ miền Trung Sulawesi. Ông là người tuyên truyền Hồi giáo ở miền Trung Sulawesi cho đến khi ông qua đời tại Palu năm 1969. SIS Aljufri cũng là một nhân vật tôn giáo và là người sáng lập tổ chức tôn giáo Alkhairaat phát triển và phát triển nhanh chóng ở miền đông Indonesia.
Trong trận động đất Sulawesi 2018, sân bay Mutiara SIS Al-Jufrie của bị buộc phải đóng cửa vì những vết nứt lớn, 500 mét trong tổng số 2.500 mét đường băng của sân bay, khiến cho các máy bay lớn không thể cất và hạ cánh.